# Bao Yingying
Bao Yingying (包盈盈S, Bāo YíngyíngP; Qidong, 6 novembre 1983) è una schermitrice cinese, specializzata nella sciabola. Ha vinto una medaglia d'argento nella scherma ai Giochi olimpici.

## Palmarès
In carriera ha conseguito i seguenti risultati:
- Giochi olimpici:

Pechino 2008: argento nella sciabola a squadre.
- Mondiali di scherma

L'Avana 2003: argento nella sciabola a squadre.
Antalia 2009: bronzo nella sciabola a squadre.